# Демьяновка (село, Амурская область)
Демья́новка — село в Завитинском районе Амурской области России. Входит в состав Иннокентьевского сельсовета.

## География
Село Демьяновка расположено к юго-западу от Завитинска.
Через село проходит автотрасса Завитинск — Поярково, расстояние до районного центра города Завитинск — 23 км.
В 4 км к югу от села Демьяновка на трассе Завитинск — Поярково расположены сёла Ивановка и Иннокентьевка.
На восток от села Демьяновка идёт дорога к селу Куприяновка и к городу Райчихинск.

## Население
| 2002 | 2010 | 2012 | 2013 | 2014 | 2015 | 2016 |
| ---- | ---- | ---- | ---- | ---- | ---- | ---- |
| 180  | ↘113 | ↘108 | →108 | ↘106 | ↗107 | ↗110 |
| 2017 | 2018 |      |      |      |      |      |
| ↘105 | →105 |      |      |      |      |      |

## Улицы
В селе имеются две улицы: Верхняя и Нижняя. 

## Экономика
Сельскохозяйственные предприятия Завитинского района.